# Мерланг
Мерланг (Merlangius merlangus) — вид риб родини тріскових.

## Розповсюдження
Розповсюджений у акваторії Атлантичного океану від Гібралтару до Баренцева моря, вздовж всього узбережжя, в Україні — у Чорному морі.

## Будова
Довжина — до 50 см, вага до 1,5 кг. Тіло витягнуте, голова загострена. Очі порівняно великі. На відміну від інших представників родини тріскових на підборідді немає вусика, або він дуже маленький. Анальних плавця два, спинних — три. Бічна лінія трохи зігнута. Щелепи гарно розвинені, мають дрібні гострі зуби. Забарвлення: спина коричнева, іноді з рожевим відтінком, боки сріблясті, черево біле. Іноді на спині можуть бути невеликі чорні крапки. Біля грудного плавця темна пляма.

## Спосіб життя та розмноження
Холодолюбний вид. Тримається біля дна на глибині 10—200 м, надає перевагу мулистому або піщаному ґрунту. Вночі може переміщуватись до берегів. Живиться дрібною рибою (шпрот, хамса, молодь оселедця), червами, молюсками.
Статевої зрілості досягає у віці 2—3 років. В період розмноження риба збирається у великі зграї. Нерест порціями, навесні та на початку літа. Ікра пелагічна, плодючість самиць досить велика, 100—600 тисяч ікринок.

## Чорноморський мерланг
У Чорному морі виділяють особливий підвид риби — мерланг чорноморський (Merlangius merlangus euxinus). Від атлантичного він відрізняється меншими розмірами, зазвичай 25 см, дуже рідко до 45—50 см. Крім того він має маленький вусик на підборідді, жовтувато-сіре забарвлення та більш довгі парні плавці. Живе у холодних шарах води на глибині 50 — 60 м. Іноді заходить у опріснені зони північно-західної частини Чорного моря. Нерест у Чорному морі протягом всього року, найінтенсивніший з грудня по березень. Молодь довжиною 3 — 7 см зустрічається у віддаленні від берегів, іноді під куполами медуз Rhizostoma pulmo.

## Значення
В Україні промислового значення не має, є об'єктом лову рибалок-аматорів, оскільки має ніжне смачне м'ясо. Рибу зазвичай ловлять з берега або з човна на великих глибинах. Крім того мерланг є їжею для дельфінів та великих хижих риб (катран, камбала-калкан).